# Mamá enojada
Mamá enojada (en hangul, 앵그리맘; romanización revisada, Aenggreurimam) es una serie de televisión surcoreana emitida en 2015 protagonizada por Kim Hee-sun, Kim Yoo-jung y Ji Hyun-woo. Fue transmitida en su país de origen por MBC desde el 18 de marzo hasta el 7 de mayo de 2015, con una longitud de 16 episodios emitidos las noches de cada miércoles y jueves a las 21:55 (KST).

## Argumento
Cho Kang-ja fue en su momento una alborotadora, más temida en su escuela secundaria de Busan. Cuando ella se queda embarazada en su adolescencia, abandona la escuela y trata de convertirse en madre responsable de Oh A-ran. El tiempo pasa hasta el presente, y Kang-ja tiene ahora unos treinta años y A-ran pasa por su adolescencia, teniendo una relación conflictiva. A-ran se comienza hacer amiga de los marginados su clase, lo que la convierte en el blanco de los matones de la escuela que hacen su vida en un infierno, sin embargo, ella es demasiado orgullosa para decirle a su madre lo que está sucediendo.
Cuando Kang-ja se entera de que a su hija la están intimidado, decide tomar el asunto en sus propias manos. Sin el conocimiento de A-ran, se inscribe en la escuela secundaria de su hija como estudiante encubierto con el nombre falso "Cho Bang-wool" para enseñarle a los matones una lección. Pero, ella se entera de que no son más que grandes problemas oscuros dentro del sistema educativo, como consecuencia Kang-ja inicia su misión para poner fin a la violencia en las escuelas, con la ayuda de su ingenua hija A-ran y el maestro idealista Park No-ah.

## Reparto

### Personajes principales
- Kim Hee-sun como Cho Kang-ja.
- Ji Hyun-woo como Park No-ah.
- Kim Yoo-jung como Oh A-ran.

### Personajes secundarios
Relacionados con A-ran
- Ko Soo-hee como Han Gong-joo.
- Kim Ji-young como la suegra de Kang-ja.

Relacionados con No-ah
- Jeon Kook-hwan como Park Jin-ho.

Clase 2-3
- Yoon Ye-joo como Jin Yi-kyung.
- Baro como Hong Sang-tae.[4]
- Ji Soo como Ko Bok-dong.
- Lizzy como Wang Jung-hee.
- Seo Ji-hee como Hwang Min-joo.
- Yoo Na-kyum como Na Do-hee.
- Choi Ye-seul como An Tae-hee.
- Jung Shin-hye como Hwang Song-yi.
- Jang Yoo-sang como Oh Geun-soo.

Gente de Myungsungjaedan
- Park Young-kyoo como Hong Sang-bok.
- Kim Tae-hoon como Do Jung-woo.
- Park Geun-hyung como Kang Soo-chan.
- Oh Yoon-ah como Joo Ae-yeon.
- Kim Hee-won como An Dong-chil.
- Kim Byung-choon como Oh Dal-bong.

### Otros personajes
- Kang Moon-young como Do Yoon-hee.
- So Hee-jung como la madre de Yi-kyung.[5]
- Kim Seo-ra como Han Mi-joo.
- Kim Seul-gi como Jong Man.
- Seo Nam-yong como Sang Man.
- Park Hee-jin como Kim Shin-ja.
- Yoon So-yoon como una profesora.
- Kim Young-sun como la madre de Geun-soo.

Apariciones especiales
- Jung Kyung-soon.
- Lee Yong-jin como un taxista.
- Yang Se-chan como un taxista.
- Lee Jin-ho como un taxista.
- Kim Kwang-kyoo como el profesor de Cho Kang-ja.
- Lee Yang-seung como el tío Tong.
- Joo Jin-mo como Hong Man-bok.
- Lee Jae-hyung como un profesor.
- Kim Young-cheol como el profesor de inglés.
- Yang Jae-jin como un psiquiatra.
- Samuel Kang como un abogado.
- Won Deok-hyun como An Beom.
- Kang Sung-min como un examinador.
- Yoon Sang-hoon como Ko Bok-soo.
- Park Chang-hyun como un Presentador de noticias.
- Park Sun-woo como el abogado Oh.
- Lee Jong-koo como el dueño del restaurante.

## Música
- Ali - «I Love You, I'm Sorry».
- Juhan Lee (Feat. Kim Min Hee) - «Angry Mom».
- Ashbun - «Sunny Side Up».
- Juhan Lee - «Happy Magic».
- Lee Hyun Woo - «Happy Magic».
- Aberdeen Orange (Feat. Jasmin de D-Soul) - «Teleport Me».

## Recepción

### Audiencia
En azul la audiencia más baja y en rojo la más alta, correspondientes a las empresas medidoras TNms y AGB Nielsen.
| Ep. #    | Fecha de emisión    | Share        | Share        | Share       | Share       |
| Ep. #    | Fecha de emisión    | TNmS Ratings | TNmS Ratings | AGB Nielsen | AGB Nielsen |
| Ep. #    | Fecha de emisión    | Nacional     | Seúl         | Nacional    | Seúl        |
| -------- | ------------------- | ------------ | ------------ | ----------- | ----------- |
| 1        | 18 de marzo de 2015 | 10.1 %       | 13.6 %       | 7.7 %       | 8.7 %       |
| 2        | 19 de marzo de 2015 | 10.6 %       | 14.2 %       | 9.9 %       | 11.0 %      |
| 3        | 25 de marzo de 2015 | 11.4 %       | 14.3 %       | 9.1 %       | 9.9 %       |
| 4        | 26 de marzo de 2015 | 10.9 %       | 14.2 %       | 8.7 %       | 9.5 %       |
| 5        | 1 de abril de 2015  | 9.8 %        | 12.1 %       | 8.4 %       | 9.6 %       |
| 6        | 2 de abril de 2015  | 9.3 %        | 11.3 %       | 8.1 %       | 8.8 %       |
| 7        | 8 de abril de 2015  | 8.5 %        | 9.7 %        | 7.4 %       | 7.6 %       |
| 8        | 9 de abril de 2015  | 8.3 %        | 10.7 %       | 7.2 %       | 7.7 %       |
| 9        | 15 de abril de 2015 | 8.4 %        | 10.2 %       | 7.7 %       | 8.2 %       |
| 10       | 16 de abril de 2015 | 9.2 %        | 12.0 %       | 7.3 %       | 7.8 %       |
| 11       | 22 de abril de 2015 | 8.0 %        | 10.1 %       | 7.6 %       | 8.4 %       |
| 12       | 23 de abril de 2015 | 8.0 %        | 9.8 %        | 7.4 %       | 7.7 %       |
| 13       | 29 de abril de 2015 | 7.0 %        | 8.7 %        | 7.5 %       | 8.5 %       |
| 14       | 30 de abril de 2015 | 7.8 %        | 9.6 %        | 6.9 %       | 7.3 %       |
| 15       | 6 de mayo de 2015   | 8.7 %        | 10.6 %       | 7.9 %       | 9.0 %       |
| 16       | 7 de mayo de 2015   | 8.8 %        | 11.2 %       | 9.0 %       | 10.6 %      |
| Promedio | Promedio            | 9.1 %        | 11.4 %       | 8.0 %       | 8.8 %       |

## Emisión internacional
- Estados Unidos: TV Pasiones (2016).
- Hong Kong: TVB Korean Drama (2015).
- Vietnam: HTV Education (2015).
- Perú: Willax (2021).